# Calimocho

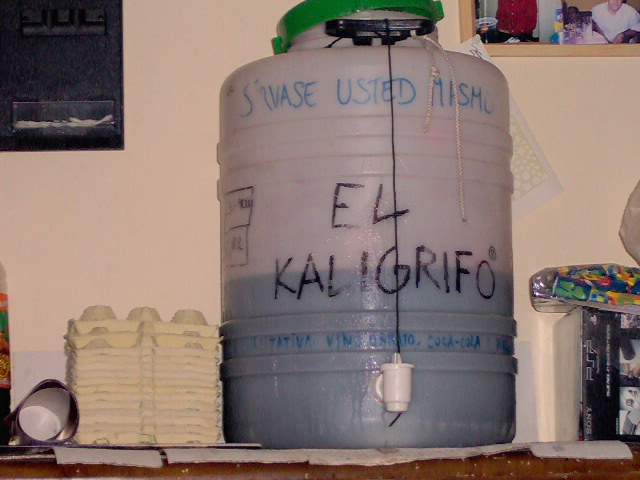
Een vaatje Calimocho.

Calimocho is een in Spanje gedronken mengsel van cola en rode wijn. De mengverhouding tussen deze is ongeveer 50/50. Calimocho wordt doorgaans gedronken op feesten (zoals het feest van San Juan) en bij zogenaamde botellóns. Dit zijn momenten waarop jongeren samenkomen om in een park of anderszins in de buitenlucht te drinken en kletsen.
Calimocho wordt in Spanje ook gebruikt om kinderen te laten wennen aan de smaak van rode wijn, een populaire drank onder gezinnen.
In Baskenland wordt de drank veel gedronken. De Basken spellen de naam iets anders; kalimotxo. In het Spaans is daar calimocho van gemaakt.